# CQ (NPO法人)

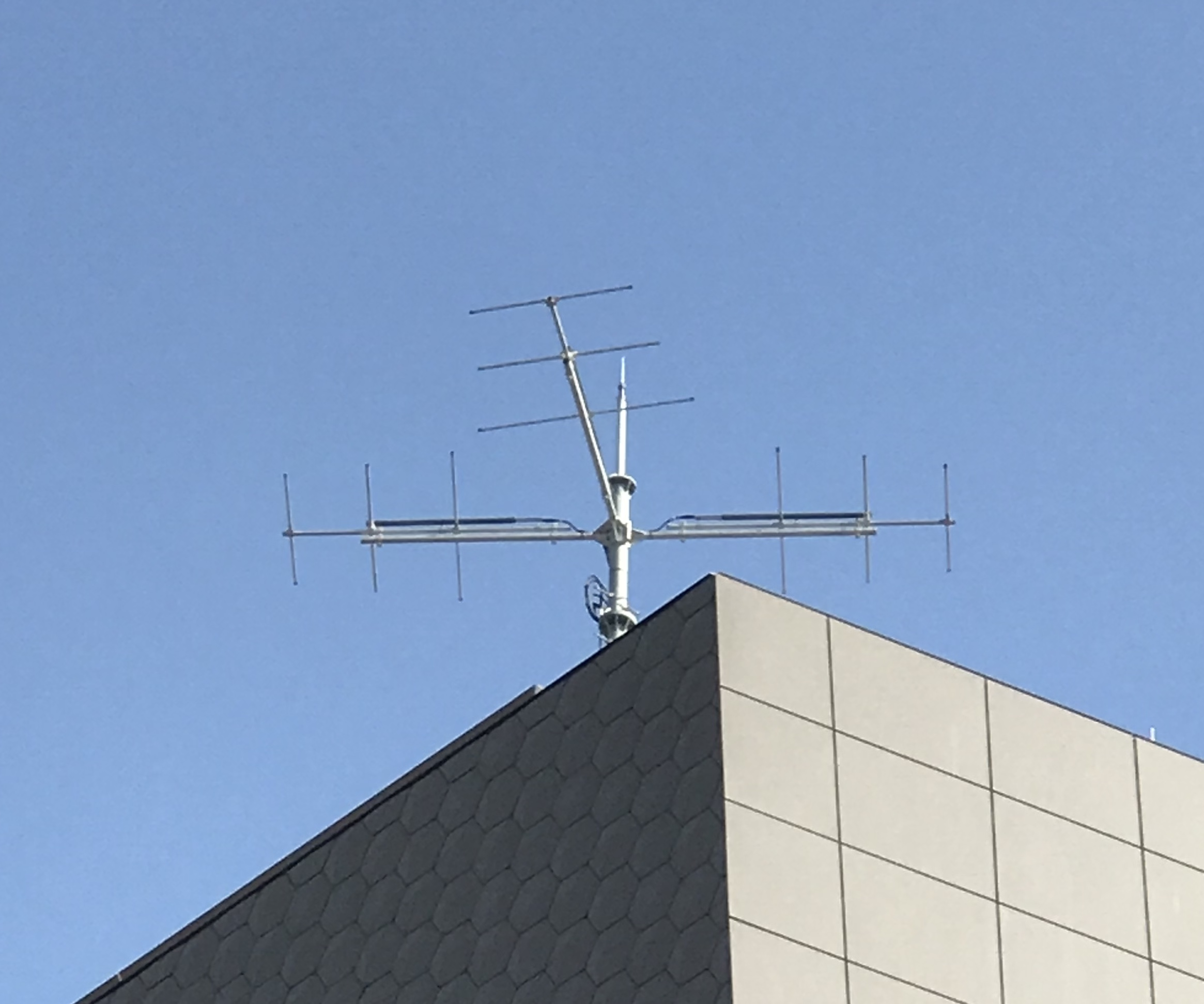
「渋谷のラジオ」送信アンテナ

特定非営利活動法人CQ（シーキュー）は、東京都渋谷区全域、及び港区・新宿区の各一部地域を放送区域とする超短波放送（FMラジオ放送）の特定地上基幹放送事業者として、コミュニティ放送「渋谷のラジオ」（しぶやのラジオ）（日本コミュニティ放送協会加盟局）を運営する特定非営利活動法人である。

## 概要
2016年（平成28年）4月開局。
送信範囲は渋谷区全域、港区・新宿区の各一部地域。
渋谷区のコミュニティ放送局には、かつて東京コミュニケーション放送（SHIBUYA-FM 78.4MHz）があったが、2013年（平成25年）1月に放送終了、7月に廃局しており、約3年ぶりの復活となる。
開局には福山雅治らが出資、代表理事は箭内道彦、番組審議会委員には出資者以外に亀田誠治・高橋靖子らが就任。運営は渋谷区商店会連合会も協力した。
当初は既存のインターネットサイマルラジオのシステムには参加せず、スマートフォン専用アプリ（レコチョク開発）によるインターネット放送を開始した。開局当初は、毎月局が指定した条件をクリアした利用者のみが聴取できる方式であったが、後にアプリをダウンロードしていれば誰でも聴取できるように改められた。
逆に、以前はパソコンでの聴取は基本的にできなかったが、2017年よりABEMAの「AbemaRADIO」チャンネルに参加したため、一部の番組についてのみ同チャンネル経由でPCでの聴取が可能という状況だった。しかし、2021年10月よりJCBAインターネットサイマルラジオでの配信を開始し、これにより全番組がPCでも聴取可能となった。
また、『福山雅治と荘口彰久の「地底人ラジオ」』は一部のAMラジオ局で遅れネットされている。
その他、一部の番組はnote、ラジオクラウド、ポッドキャストにてアーカイブ配信も行っている。
沿革
- 2015年（平成27年）
  - 3月2日　特定非営利活動法人CQ設立の認証
  - 11月20日　特定地上基幹放送局の予備免許取得
  - 11月25日　開局予定を発表[2]
  - 12月3日　パーソナリティを発表[1]
- 2016年（平成28年）
  - 3月10日　特定地上基幹放送局の免許取得[7]
  - 3月12日　試験放送として、アンダーワールドの渋谷における限定ライブを独占生中継[8]
    - 拡声スピーカーを使わず、聴衆が電波によるワイヤレスヘッドホンのみでライブを鑑賞するという、異色の試みであった。

  - 4月1日　午前8時に放送開始
    - 第一声は福山雅治から送られたメッセージであった[9]。

  - 4月25日　アプリをリリース[4]
- 2017年（平成29年）
  - 4月1日　開局一周年記念に渋谷ハチ公前広場にて8時間にわたる公開生放送を開催
    - 謎の人物とされていた「さくらがおか学長」が福山雅治であることが公表され、福山からの要望でプログラムの表記も「学長：福山雅治」に改定された[10]。
- 2020年（令和2年）
  - 7月1日　運営体制を変更
    - 理事長にシブヤ経済新聞（株式会社花形商品研究所）の西樹が就任。開局時より理事長を務めた箭内道彦は名誉局長として引き続き助言を行う[11]。
- 2021年（令和3年）
  - 4月1日　開局5周年
  - 6月28日　日本コミュニティ放送協会（JCBA）に加盟[12]
  - 10月1日　JCBAインターネットサイマルラジオでの配信を開始[13]
  - 同日、初のサテライトスタジオ「ヒカリエデッキ ラジ公スタジオ」がオープン[14]。
- 2024年（令和6年）
  - 6月30日　「渋谷のラジオ公式アプリ」配信終了、「Radimo」アプリへ移行[15]。

## 渋谷のラジオ

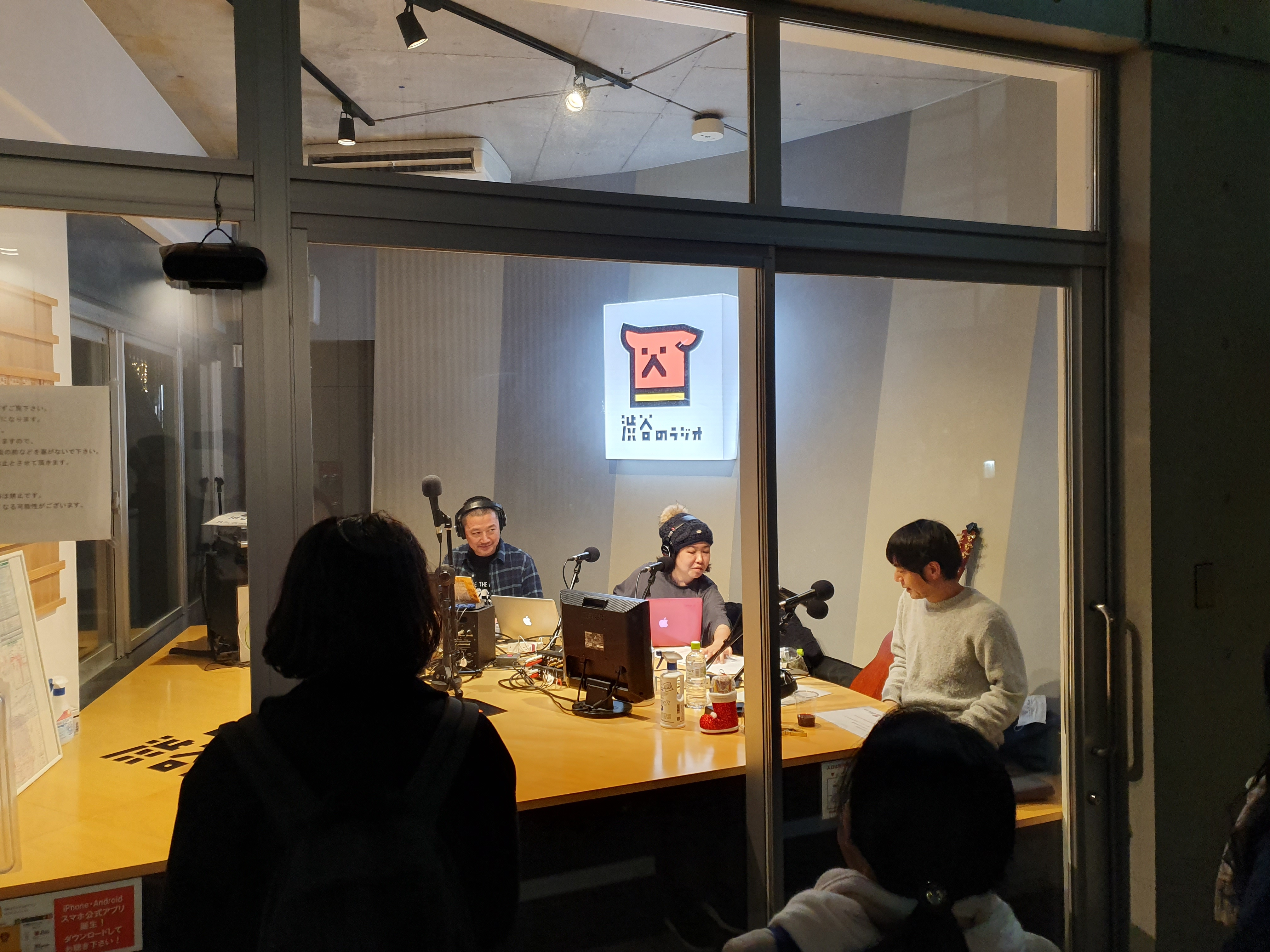
渋谷のラジオ放送中のスタジオの様子

### パーソナリティ
第一弾パーソナリティとしては谷村新司・野宮真貴・指原莉乃・奈良美智・樹木希林・高須光聖らが務めた。番組を「部活」、パーソナリティを「センパイ」と呼び、番組は原則として全て「渋谷◯◯部」のようなバーチャル部活の形式をとっていた。

### 主な番組
現在（2020年8月）
- 渋谷のラジオの渋谷系（月曜 17:00 - 19:00）
- 渋谷のナイト（月 - 木曜 19:05 - 21:50） - 木曜は第2週を除き再放送
- 渋谷のラジオの学校（月 - 木曜 22:00 - 翌0:00）
- 渋谷の星（火曜 11:10 - 11:55）
- 渋谷の田中宏和（火曜 12:00 - 13:00）
- 渋谷のほんだな（金曜 12:00 - 13:00）
- 渋谷のザ・ベストテン　愛称"shibuten"（水曜 12:00 - 12:55）[16]
- 渋谷のゲゲゲイ（第3土曜 19:05 - 20:00）[17]
- 福山雅治と荘口彰久の「地底人ラジオ」（土曜 22:00 - 23:30）[18]
- 渋ラジ教習所（日曜 10:00 - 11:00）
- 渋谷のさしこ（毎月最終日曜 17:30 - 18:00）

終了番組
- 渋谷でダルいときない?（水曜 14:00 - 14:50）[19]
- 渋ラジっこあつまれ（火曜 17:00 - 18:00）
- 渋谷のトランジスタラジオ（金曜 21:30 - 翌0:00）
- 渋谷で田中直樹が（毎月最終土曜 19:05 - 20:00）[20]
- 渋谷で旅ママ×最先端テクノロジー（日曜 10:00 - 10:55）[21]
- 渋谷を元気にするラジオ（金曜 19:05 - 19:50）

### ラジ公
ハチ公をモデルとした公式キャラクター。
デザインは寄藤文平。